# Mission School
Mission School (также New Folk или Urban Rustic) — художественное направление 1990-х и 2000-х годов, зародившееся в Мишн города Сан-Франциско (Калифорния). Является частью более широкого течения лоуброу.

## История и описание
Считается, что направление возникло в начале 1990-х годов вокруг группы художников, учившихся или имевших иные связи с Институтом искусств Сан-Франциско. Название Mission School в отношении этого направления впервые употреблено в 2002 года в статье Глена Хельфанда в The San Francisco Bay Guardian.
Mission School тесно связана с более обширным художественным течением лоуброу (или поп-сюрреализм) и может считаться региональным направлением этого течения. Художники, принадлежащие к Mission School, черпают вдохновение в городской, богемной, «уличной» культуре района Мишн и находятся под сильным влиянием граффити, стрит-арта, комиксов и мультфильмов, а также таких видов фолк-арта как сайн-арт и хобо-арт. Художники Mission School известны использованием нетрадиционных художественных материалов, таких как хозяйственная краска, аэрозольная краска, корректирующая жидкость, шариковые ручки, скрапборд (вид резьбы по дереву) и реди-мейд. При представлении работы этих художников в галереях часто используется так называемый «кластерный метод», при котором ряд отдельных работ (иногда разных авторов) располагаются на стене рядом друг к другом, а не отделяются пустым пространством как при традиционном размещении.
Стрит-арт всегда играл одну из основных ролей в эстетике Mission School. Несколько художников школы стали участниками граффити-сцены Сан-Франциско 1990-х годов, в частности Барри Макги (псевдоним Twist), Руби Нери (псевдоним Reminisce), Дэн Раух (псевдоним Plasma) и Маргарет Килгаллен (псевдоним Meta).
Особенностью района Мишн и Области залива Сан-Франциско в целом является отсутствие в нём крупных коммерческих галерей, что предопределило независимое, замкнутое развитие искусства. Благодаря этому работы представителей Mission School получили характерные черты, позволяющие выделить их среди других работ направления лоуброу. Однако с точки зрения местных критиков и кураторов эти работы воспринимаются как продолжение фолк-арта XVIII и XIX века и рекламируются как искусство аутсайдеров, что не соответствует действительности, так как большинство художников Mission School получили художественное образование.

## Представители
К Mission School принадлежат следующие художники:
- Барри Макги
- Маргарет Килгаллен
- Крис Йохансон
- Алисия Маккарти
- Руби Нери
- Rigo 23
- Зара Тустра
- Аарон Нобл
- Карлос Сантана
- Клэр Рохас
- Томас Кэмпбелл
- Джо Джексон
- Скотт Уильямс
- Билл Дэниэл
- Дэвид Арнн

Авторитет представителей школы значительно возрос после участия Барри Макги в Венецианской биеннале 2001 года и Криса Йохансона и Маргарет Килгаллен в Биеннале Уитни 2002 года.
В 2003 году, вскоре после того как появилось название Mission School, совет Commonwealth Club of California объединил нескольких начинающих художников Сан-Франциско под названием New Mission School. В число художников вошли Эндрю Шульц, Дейв Уорнке, Сиррон Норрис, Неонски, Рикардо, Дэймон Соул, Миск и NoMe, хотя многие из этих художников предпочитают не причислять себя к Mission School.

## Критика названия
Название Mission School было подвергнут критике за привязанность к географическому расположению: многие художники за пределами Сан-Франциско разделяют ту же эстетику, и одновременно в самом районе Мишн живут художники, от неё далёкие. То же относится и к самоопределению художников: хотя многих причисляют к Mission School, они не понимают, чем именно заслужили такое сопоставления и не считают себя частью этой школы.

## Коллекции
Галереи, музеи и места, тесно связанные с Mission School:
- Clarion Alley Mural Project
- Adobe Books[9]
- Southern Exposure Gallery[9]
- The Luggage Store Gallery[9]
- The LAB[9]
- New Langton Arts[9]
- Jack Hanley Gallery[9]
- Fecal Face Dot Gallery
- Yerba Buena Center for the Arts
- Deitch Projects
- Collision Art Space
- Four Walls